# Spoorlijn Commequiers - Saint-Gilles-Croix-de-Vie
De spoorlijn Commequiers - Saint-Gilles-Croix-de-Vie is een gedeeltelijk opgebroken Franse spoorlijn van Commequiers naar Saint-Gilles-Croix-de-Vie. De volledige lijn was 12,7 km lang en heeft als lijnnummer 535 000.

## Geschiedenis
De lijn werd geopend door de Administration des chemins de fer de l'État op 17 oktober 1881. Na voltooing van het raccordement van Commequiers sloot het gedeelte tussen station Commequiers en de aansluiting Commequiers op 1 maart 1982.

## Treindiensten
De SNCF verzorgt het personenvervoer op dit traject met TER-treinen.
| Serie | Treinsoort | Route                                                                               | Bijzonderheden |
| ----- | ---------- | ----------------------------------------------------------------------------------- | -------------- |
| C 11  | TER (SNCF) | Nantes – Rezé-Pont-Rousseau – Sainte-Pazanne – Challans – Saint-Gilles-Croix-de-Vie |                |

## Aansluitingen
In de volgende plaatsen is of was er een aansluiting op de volgende spoorlijnen:
Commequiers
RFN 534 000, spoorlijn tussen Nantes-État en La Roche-sur-Yon via Sainte-Pazanne
aansluiting Commequiers
RFN 534 311, raccordement van Commequiers